# Wisques
Wisques (Nederlands: Wizeke) is een gemeente in het Franse departement Pas-de-Calais (regio Hauts-de-France) en telt 252 inwoners (2004). De plaats maakt deel uit van het arrondissement Sint-Omaars.

## Geografie
De oppervlakte van Wisques bedraagt 3,7 km², de bevolkingsdichtheid is 68,1 inwoners per km².
De onderstaande kaart toont de ligging van Wisques met de belangrijkste infrastructuur en aangrenzende gemeenten.

## Demografie
Onderstaande figuur toont het verloop van het inwonertal (bron: INSEE-tellingen).

## Bezienswaardigheden
De benedictijneradbij Abdij van Wisques uit 1889 bevindt zich op het grondgebied van Wisques. Monniken van deze adbij stichtten in 1907 de Sint-Paulusabdij in Oosterhout.